# Kor (Núbia)
Kor fou una fortalesa egípcia a Núbia construïda vers el 1850 aC, situada uns 5 km al sud de Buhen.
Fou part d'un conjunt de fortaleses de la regió, destinades tant al comerç com a la protecció contra el regne de Kerma.
Fou evacuada al final de la Dinastia XIII, després del 1700 aC.